# Marv Films
Marv Films (также известна как Marv Studios, Marv или MARV; прежнее название — SKA Films) — британская продюсерская компания, принадлежащая Мэттью Вону. Наиболее известна по фильмам «Слоёный торт», «Звёздная пыль», «Пипец», «Эдди «Орёл»», «Kingsman: Секретная служба», «Kingsman: Золотое кольцо» и «Рокетмен». Среди самых провальных фильмов студия имеет такие, как «Пипец 2» и «Фантастическая четвёрка» 2015 года.
Серия фильмов Kingsman на период 2017 года заработала $825 миллионов, став самой кассовой франшизой от студии Marv. Мэттью Вон планирует расширять вселенную Kingsman, сняв третий фильм, приквел, спин-офф и телесериал, состоящий из восьми эпизодов.
Также в планах у студии находится съемка одноимённого фильма по комиксу «Немезис», с тех пор как права на экранизацию комикса были приобретены компанией 20th Century Fox. Режиссёром проекта был назначен Тони Скотт. Долгое время студия не могла взяться за данный проект, но они надеялись его снять после успеха фильма «Секретная служба» в 2015 году, но даже после этого съёмки фильма так и не начались. Однако 10 августа 2015 года было объявлено, что Warner Bros будут адаптировать фильм.

## Фильмы
| Год  | Название                   | Примечание                         | Совместное производство, дистрибьютор                                 | Rotten Tomatoes |
| ---- | -------------------------- | ---------------------------------- | --------------------------------------------------------------------- | --------------- |
| 2004 | Слоёный торт               | —                                  | Sony Pictures Classics                                                | 81 %            |
| 2007 | Звёздная пыль              | —                                  | Paramount Pictures, Ingenious Film Partners и di Bonaventura Pictures | 76 %            |
| 2009 | Гарри Браун                | —                                  | UK Film Council, HanWay Films и Lions Gate Entertainment              | 64 %            |
| 2010 | Пипец                      | —                                  | Lionsgate                                                             | 75 %            |
| 2010 | Расплата                   | —                                  | Miramax Films и Focus Features                                        | 76 %            |
| 2013 | Пипец 2                    | —                                  | Lions Gate Entertainment и Universal Studios                          | 31 %            |
| 2015 | Kingsman: Секретная служба | [ 11 ]                             | 20th Century Fox                                                      | 74 %            |
| 2015 | Фантастическая четвёрка    | —                                  | 20th Century Fox                                                      | 9 %             |
| 2016 | Эдди «Орёл»                | —                                  | 20th Century Fox, Saville Productions и Studio Babelsberg             | 80 %            |
| 2017 | Kingsman: Золотое кольцо   | —                                  | 20th Century Fox                                                      | 51 %            |
| 2019 | Рокетмен                   | —                                  | Paramount Pictures, Rocket Pictures                                   | 88 %            |
| 2021 | King’s Man: Начало         | [ 17 ] [ 18 ]                      | 20th Century Fox и Walt Disney Studios Motion Pictures                | 41 %            |
| 2024 | Аргайл: Супершпион         | —                                  | Apple TV+ и Universal Pictures                                        | 33 %            |
| 2024 | Школьная драка             | [ 21 ] [ 22 ] [ 23 ] [ 24 ]        | Zebbo Productions                                                     | TBA             |
| 2025 | Каскадёр                   | [ 25 ] [ 26 ]                      | Zebbo Productions                                                     | TBA             |
| TBA  | Kingsman 3                 | [ 27 ] [ 28 ] [ 29 ] [ 30 ] [ 31 ] | 20th Century Fox и Walt Disney Studios Motion Pictures                | TBA             |
| TBA  | Kingsman: Голубая кровь    | [ 32 ] [ 33 ]                      | 20th Century Fox и Walt Disney Studios Motion Pictures                | TBA             |
| TBA  | Немезис                    | [ 2 ] [ 3 ] [ 4 ]                  | Warner Bros, 20th Century Fox и Lions Gate Entertainment              | TBA             |
| TBA  | Statesman                  | [ 18 ] [ 34 ]                      | 20th Century Fox и Walt Disney Studios Motion Pictures                | TBA             |
| TBA  | Убивашка                   | [ 18 ] [ 35 ]                      | Lions Gate Entertainment и Walt Disney Studios Motion Pictures        | TBA             |
| TBA  | Пипец 3                    | [ 18 ]                             | Lions Gate Entertainment и Walt Disney Studios Motion Pictures        | TBA             |

## Телесериалы
| Названия                          | Первый эфир | Последний эфир | Совместное производство     | Дистрибьютор | Ссылки |
| --------------------------------- | ----------- | -------------- | --------------------------- | ------------ | ------ |
| Безымянный телесериал по Kingsman | TBA         | TBA            | 20th Century Fox Television | Hulu         | [ 17 ] |